# Bikinifenék megmentése: Szandi Csovi nagy kalandja
A Bikinifenék megmentése: Szandi Csovi nagy kalandja (eredeti cím: Saving Bikini Bottom: The Sandy Cheeks Movie) 2024-ben bemutatott amerikai vegyes technikájú kalandfilm, amelyben valós és számítógéppel animált díszletek, élő és számítógéppel animált szereplők közösen szerepelnek. A film rendezője Liza Johnson. Ez a SpongyaBob Kockanadrág című animációs sorozat negyedik filmje, valamint a legelső olyan film, amelynek nem SpongyaBob a történet főszereplője.
Amerikában és Magyarországon 2024. augusztus 2-án mutatták be a Netflixen.

## Cselekmény
Bikinefeneket, minden lakójával együtt, a B.O.O.T.S. (Bio Organikus Óceán Tudomány Statisztika) laboratórium, Galvestonban található tudományos laboratórium, ahol Szandi Csovi dolgozik, kiemeli az óceánból. Összezavarodva azon, hogy mi lehet az indítékuk, Szandi és Spongyabob Kockanadrág a laborba mennek, hogy visszavigyék Bikinefeneket az óceán fenekére. Szandi a hátára veszi Spongyabobot, és ügyesen siklanak a B.O.O.T.S. labor felé, de egy tornádó letéríti őket az útról.
Visszatérve a laborba, Bikinifenék lakói megrémülnek, mire Rák úr kimegy, hogy megnézze, mi történik. Egy emberi nő látványa riasztja meg őket, akiről kiderül, hogy Phoebe, Sandy egyik legközelebbi munkatársa a laborban Kyle mellett. Kettőjük felfedezi, hogy Szandit és Spongyabobot nem fogták el, ami feldühíti Sue Nahmee-t, a B.O.O.T.S. laboratórium új vezetőjét, aki követeli, hogy azonnal találják meg őket.
Spongyabob és Szandi összeverekednek egy csapat csörgőkígyóval. Szandi megküzd velük, de az egyik megharapja őt, mire Szandi a családját hívja, akikről kiderül, hogy vándorcirkuszi mutatványosok, akik legyőzik a csörgőkígyókat és beleegyeznek, hogy Szandit és Spongyabobot a laboratóriumba vigyék. Visszatérve a B.O.O.O.T.S.-be, Sue elmagyarázza a tervét, miszerint genetikailag megváltoztatja Bikinifenék lakóit, hogy tudjanak lélegezni, majd klónozza őket, hogy aztán játékállatként eladhassa őket. A kísérletezéshez Kyle és Phoebe elkapja Rák urat, Tintás Tunyacsápot és Csillag Patrikot, hogy teszteljék az operatívot, valamint azt, hogy mennyire fog tetszeni a gyerekeknek a velük való játék, ami a hármójuk számára egy kínzással teli rémálom, ahol nyújtogatják, dobálják, spagettivel és sakkfigurákkal ütlegelik őket. Sue elégedett a teszteredményekkel.
Miközben Szandi bátyja, Randy megmutatja Spongyabobnak, hogyan kell a Csovi családi fütyülést csinálni, a család hamarosan autós üldözésbe keveredik a rendőrséggel, mert Randy a családi furgont arra használta, hogy illegálisan csempésszen diót. A korábbi tornádó segítségével ideiglenesen sikerül lerázniuk őket, azonban ez hiábavalónak bizonyul. Végső megoldásként Spongyabobot és Szandit egy ágyúból kilövik a laborba. Miután eljutnak a labor vízi parkjába, újabb üldözésbe keverednek Cudával, Sue Nahmee házi mopszával, aki követi őket a csatornába. Szandi tudomást szerez Sue terveiről, és megpróbál támadni, de Sue egy hörcsögkerékkel ellátott ketrecbe zárja, míg Spongyabobot egy hullámvasútra ültetik, amely a klónozó kamrába vezeti. Sue azzal magyarázza indítékait, hogy gyerekkorában mindig is szeretett volna halakkal ölelkezni, de soha nem tudott, mert a halak meghalnak, ha nem tartózkodnak a vízben. Ezután kiderül, hogy ő egy kiborg. Spongyabob megérkezik a klónozó kamrába, kipukkad és több ezer apró részre oszlik.
Az egyik apró Spongyabob azt mondja Szandinak, hogy ne érezze magát rosszul, és ne adja fel Bikinifenék megmentését. Szandi kitör a ketrecből és összecsap Sue-val, aminek az lesz a vége, hogy a gumimaszkos fejét lefejezi, és a fejét megetetik a saját halával, aminek Sue nagyon örül, mert mindig is hal akart lenni. Rák úr ezután rájön, hogy az apró Spongyabobok összerakása visszaadja Spongyabobnak a normális méretét. A dolgok közepette azonban a Bikinifeneket tartó óriási üveggömb állványá összeomlik, és a gömb megreped, aminek következtében a víz elkezd szivárogni. Szandi megpróbálja felhívni a családját segítségért, de kiderül, hogy elvesztette egy fogát, miközben Sue-val harcolt. Mivel Spongyabob maga is megtanult fütyülni, hangosan fütyül, és a Csovi család időben megérkezik, és segítenek, hogy Bikinifeneket visszalökjék az óceánba. Miután Bikinifenék visszakerül a helyére és mindenki megünnepli, hogy a Csovi család cirkusza fellép a Rozsdás Rákollóban.

## Szereplők
| Szereplő               | Eredeti hang          | Magyar hang         |
| ---------------------- | --------------------- | ------------------- |
| Szandi Csovi           | Carolyn Lawrence      | Kisfalvi Krisztina  |
| SpongyaBob Kockanadrág | Tom Kenny             | Baráth István       |
| Csigusz                | Tom Kenny             | Hamvas Dániel       |
| Sheldon J. Plankton    | Mr. Lawrence          | Németh Gábor        |
| Larry                  | Mr. Lawrence          | Pál Tamás           |
| Fred                   | Mr. Lawrence          | Seder Gábor         |
| Puff asszony           | Mary Jo Catlett       | Halász Aranka       |
| Rák úr                 | Clancy Brown          | Petridisz Hrisztosz |
| Csillag Patrik         | Bill Fagerbakke       | Bognár Tamás        |
| Tintás Tunyacsáp       | Rodger Bumpass        | Dolmány Attila      |
| Butch                  | Rodger Bumpass        | Borbiczki Ferenc    |
| Karen                  | Jill Talley           | Hámori Eszter       |
| Csovi papa             | Craig Robinson        | Csankó Zoltán       |
| Csovi mama             | Grey DeLisle          | Kovács Nóra         |
| Csovi nagymama         | Grey DeLisle          | Réti Szilvia        |
| Rowdy Csovi            | Grey DeLisle          | Rostás Ábel         |
| Rosie Csovi            | Grey DeLisle          | Rostás Luca         |
| Randy Csovi            | Johnny Knoxville      | Kisfalusi Lehel     |
| Élőszereplő            | Színész               | Magyar hang         |
| Phoebe                 | Ilia Isorelýs Paulino | Csuha Borbála       |
| Kyle                   | Matty Cardarople      | Rada Bálint         |
| Sue Nahmee             | Wanda Sykes           | Nádasi Veronika     |

### Magyar változat
- Felolvasó: Bordi András
- Magyar szöveg: Orosz Gergely
- Dalszöveg: Weichinger Kálmán
- Felvevő hangmérnök: Bogdán Gergő
- Hangmérnök: Formosa Group
- Vágó: Baltazár Boldizsár
- Gyártásvezető: Bogdán Anikó
- Szinkronrendező: Dobay Brigitta
- Zenei rendező: Posta Victor
- Produkciós vezető: Felföldi Anna

A szinkront az Iyuno Hungary készítette.

## A film készítése
Marc Ceccarelli vezető producer a SpongyaBob: Spongya szökésben ötletbörzéjén vetette fel a filmet. Az ötletet elvetették, de néhány évvel később, amikor a csapat egy Szandi Csovi-központú történetet akart csinálni, újra felvetette. A rendező Liza Johnson újonc volt az animációs filmek világában. Azért vették fel a film rendezésére, mert a What We Do in the Shadows 2. évadának egyik epizódján dolgozott, amiben Ceccarelli kedvenc poénja volt a sorozatban. Carolyn Lawrence, Szandi szinkronszínésze hallotta a munkahelyén, hogy készül egy Szandival kapcsolatos projekt, és saját elmondása szerint sokkot kapott, amikor egy telefonhívás megerősítette a dolgot. Lawrence dicsérte Johnson vízióját a filmről, és azonnal megszerette a forgatókönyvet.
2020 márciusában jelentették be, hogy a ViacomCBS két spin-off filmet készít a SpongyaBob Kockanadrág sorozat alapján a Netflix számára. 2021 májusában bejelentették, hogy a Nickelodeon egy spin-off filmet készít Szandi főszereplésével, amelyet Johnson rendez Kaz és Tom J. Stern forgatókönyvéből. 2021 augusztusában kiderült, hogy a  film Los Alamosban való forgatásának terveit a forgatókönyv átírása miatt elvetették.
2022 februárjában Brian Robbins, a Nickelodeon vezérigazgatója elmondta, hogy három Spongyabob spin-off film van készülőben, és kizárólag a Paramount+-on fognak megjelenni. 2023 áprilisában azonban arról számoltak be, hogy a film a  Netflixen debütál majd.

### Forgatás
Az animációt Ontarioban található Pipeline Studios és a Sinking Ship Entertainment készítette. Az Ontarioban található Spin VFX és a montréali ReDefine Animation végezte a film élőszereplős VFX részeit.